# エステルゴム
エステルゴム（Esztergom, スロバキア語 Ostrihom, ドイツ語 Gran, ラテン語 Strigonia）は、ハンガリー北部にある、ブダペストから40km北西に位置する都市である。コマーロム・エステルゴム県の首都。人口はおよそ3万人。市内にハンガリー・カトリック教会の総本山の大聖堂があることで知られる。また、実質的にはブダペストに施設を置くハンガリー憲法裁判所は、名目的にはエステルゴムに設置されていることになっている。

## 地勢

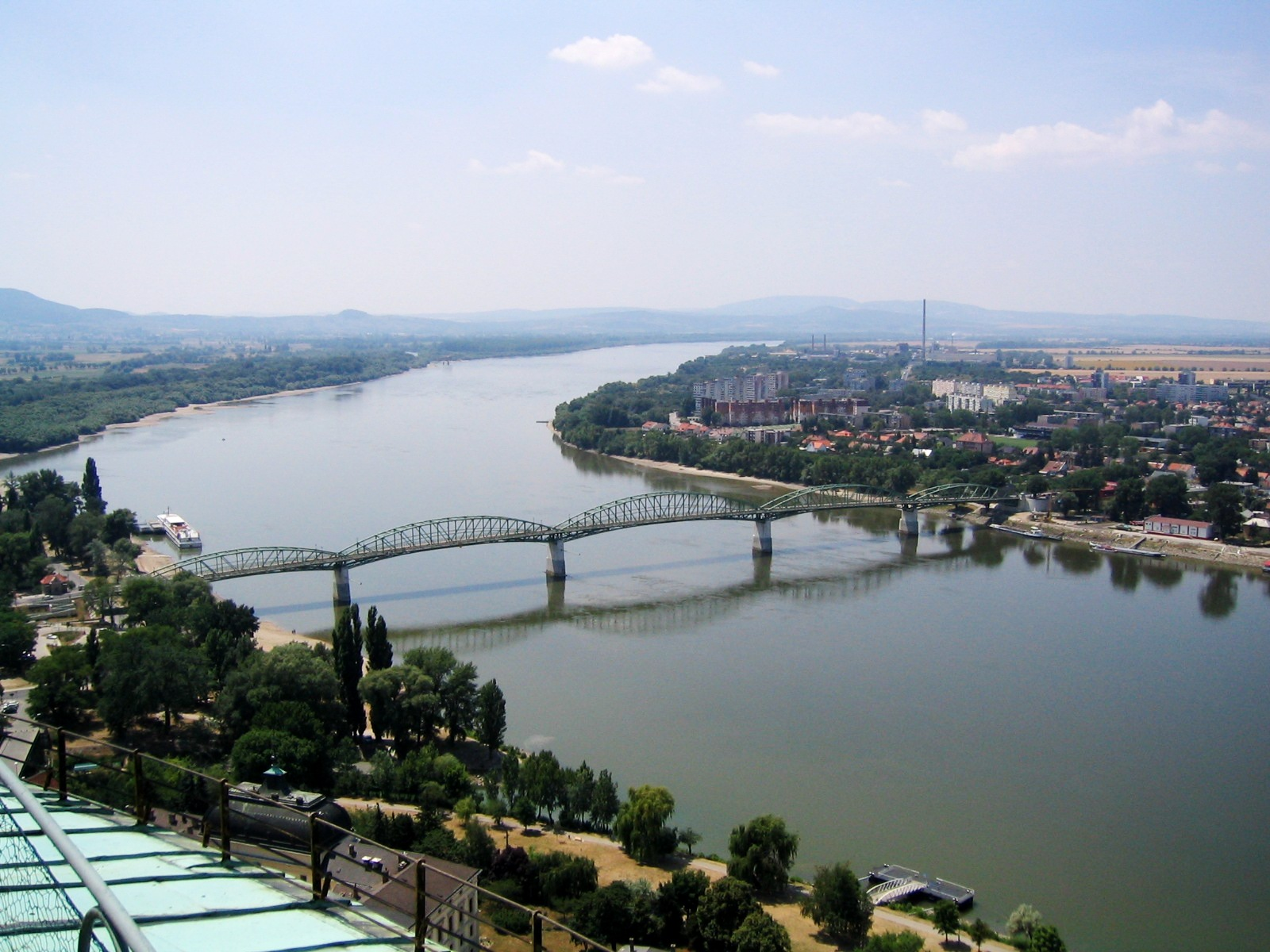
マーリア・ヴァレーリア橋

ドナウ川右岸沿いに位置する。対岸はスロヴァキア領であり、橋を越えて移動することが可能である。ドナウ対岸のスロヴァキア領シュトゥーロヴォ（パールカーニ Štúrovo/Párkány）とエステルゴムを結ぶ、マーリア・ヴァレーリア橋は第二次世界大戦中の1944年にドイツ軍に破壊され残骸のままであったが、2001年に復旧工事が終了し、現在は徒歩で渡っていけるようになった。1990年より、日本の自動車会社スズキ（マジャールスズキ）がエステルゴムに進出している。

## 歴史

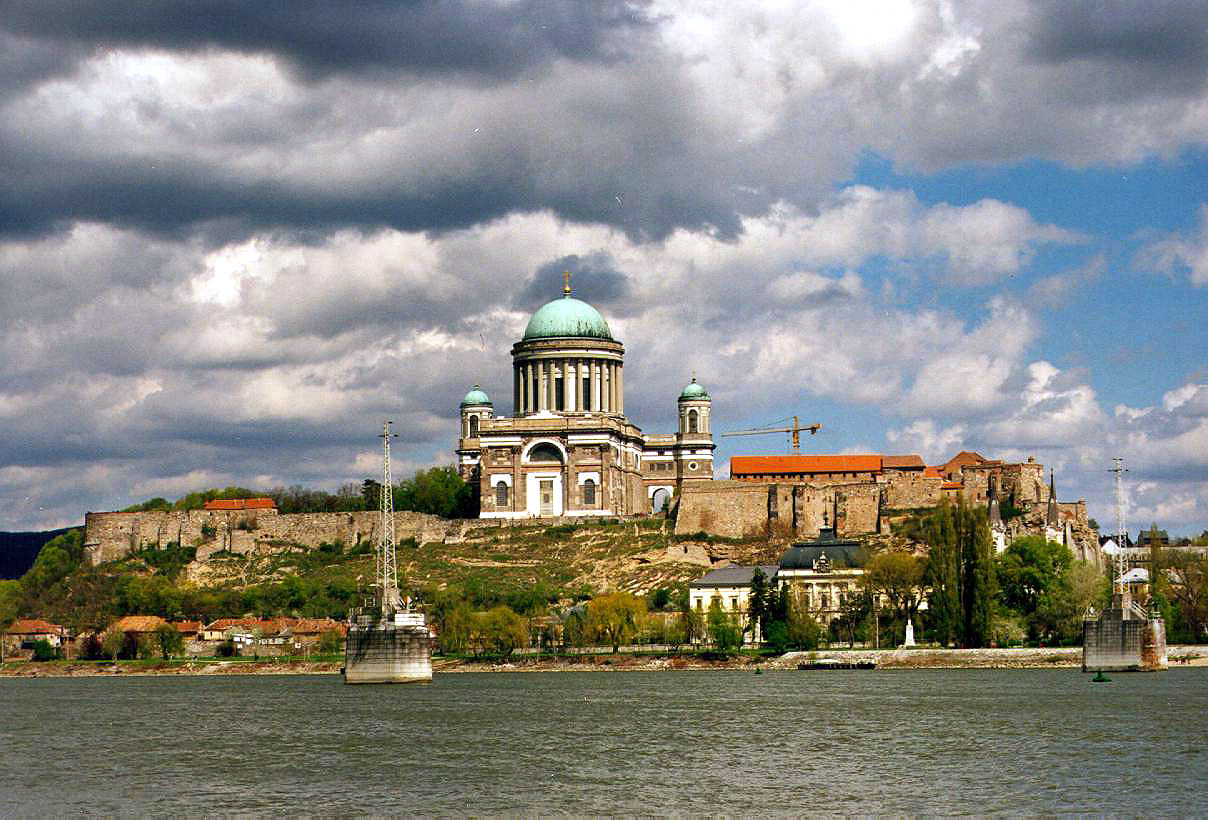
ドナウ川から眺めた大聖堂

エステルゴムは、ハンガリーのなかでも最も歴史のある街の1つであり、その起源はローマ帝国の時代にまでさかのぼる。都市名はゲルマン語オステルリングム (Osterringum) に由来する。
1000年頃、神聖ローマ皇帝オットー3世の同意のもと、ローマ教皇のシルウェステル2世からこの地の大聖堂で戴冠され、イシュトヴァーン1世が正式にハンガリー王となった。歴代のアールパード朝の王は、この都市を王国支配の拠点とした。
大聖堂は、オスマン帝国の襲撃によって一度破壊されたが、19世紀に再建された。フランツ・リストはその再建した大聖堂のこけら落としのために「グランのバジリカ落成のためのミサ・ソレムニス」（Missa solennis zur Einweihung der Basilika in Gran）を作曲している。

## 姉妹都市
- エーインゲン（英語版）、ドイツ
- エスポー、フィンランド
- カンタベリー、イングランド
- カンブレー、フランス
- グニェズノ、ポーランド
- シュトゥーロヴォ（英語版）、スロバキア
- バンベルク、ドイツ
- マインタール、ドイツ
- マリアツェル、オーストリア

## 出身者
- ハイナル・タマーシュ：サッカー選手
- イシュトヴァーン一世：ハンガリー王